# دبليو دبليو إي ديفا

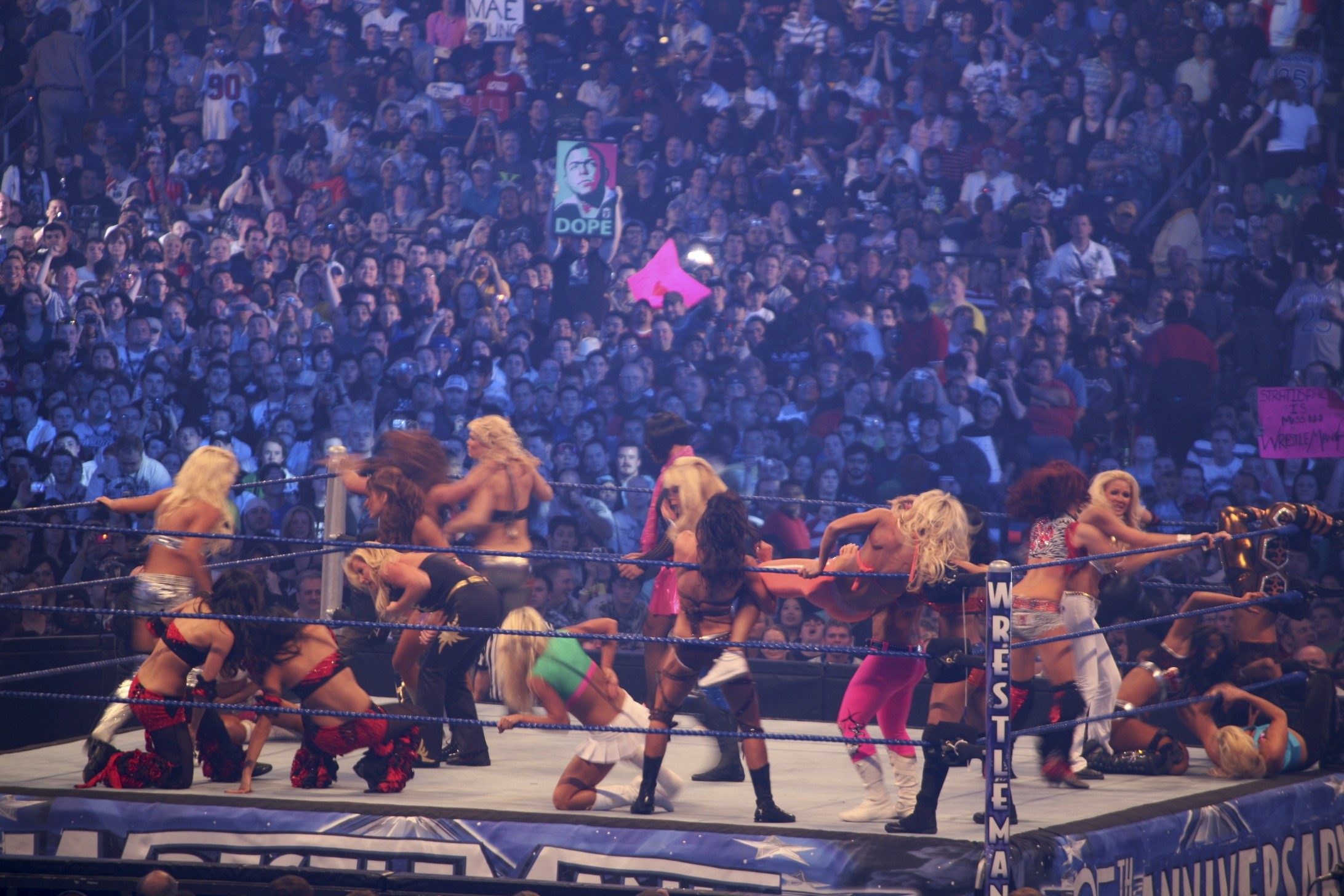
الديفاز في مباراة باتل رويال في ريستلمانيا 25.

الديفا هو تعبير يستخدم في المصارعة المحترفة في اتحاد المصارعة الترفيهيية العالمي (دبليو دبليو إي) للإشارة إلى مواهبه النسائية. التعبير يطلق على النساء الذين يعملون كمُصارِعات، مدراء أو خدم، أو مقدمو مقابلات خلف الكواليس، أو مذيعو الحلبة.

## التروويج
شعبية المرأة في WWE دخلت في مختلف الترقيات مع شركات أخرى. وقد عرض العديد من الديفاز في بلاي بوي. واخريات قد ظهرن في الاعلانات التجارية لمنتوجات الـWWE وغير الـWWE. وكذلك المجلات المرغوبة لدى الرجال.
وعادة الديفاز يذهبن إلى حفل التقاط صور سنوي كل عام، وجرت العادة بان يذهبن إلى موقع تصوير مختلف كل مرة. الحفل يتبعة مجلة تعرض بعض الصور، وكذلك تلفزيون أو فيديو خاص الذي يعرض لقطات من الحفل.

### البلاي بوي

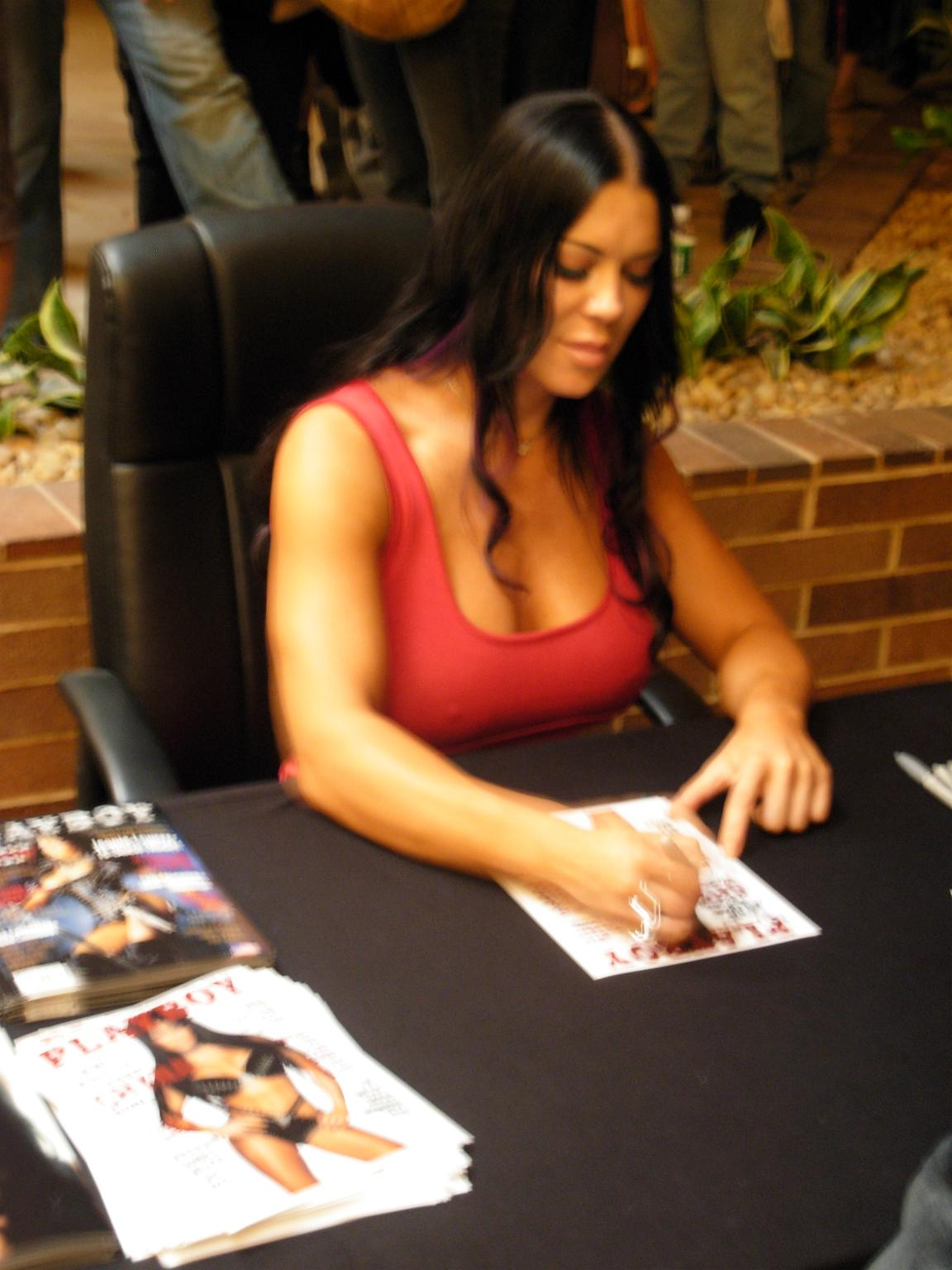
شينا توقع غلاف مجلة بلاي بوي التي ظهرت فيها.

منذ عام 1999، وثمانية من الديفاز التي ظهرت على غلاف مجلة بلاي بوي :
- 1999 : سابل
- 2000 : شينا
- 2003 : توري ويلسون
- 2004 : توري ويلسون مع سابل
- 2005 : كريستي هيمي
- 2006 : كانديس ميشيل
- 2006 : ماريس
- 2007 : آشلي ماسارو
- 2008 : ماريا كانليس

## الابطال

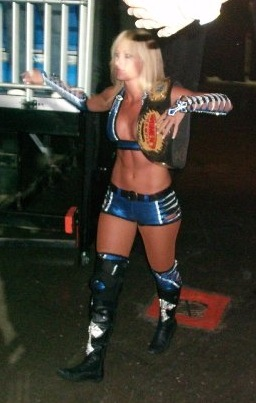
ميشيل مكول تحمل حزام بطولة النساء في أحد عروض الهاوس شو.

| البطولة       | البطل الحالي | تاريخ الفوز   | البطل السابق |           |           |
| سماك داون     | سماك داون    | سماك داون     | سماك داون    | سماك داون | سماك داون |
| ------------- | ------------ | ------------- | ------------ | --------- | --------- |
| بطولة النساء  | ليلى         | 11 مايو 2010  | بيت فينيكس   |           |           |
| راو           |              |               |              |           |           |
| بطولة الديفاز | اليسيا فوكس  | 20 يونيو 2010 | إيف          |           |           |

## Notes
1. ↑  "Superstars> Divas". WWE. مؤرشف من الأصل في 2019-05-24. اطلع عليه بتاريخ 2007-09-19.